# Devoción de los primeros viernes

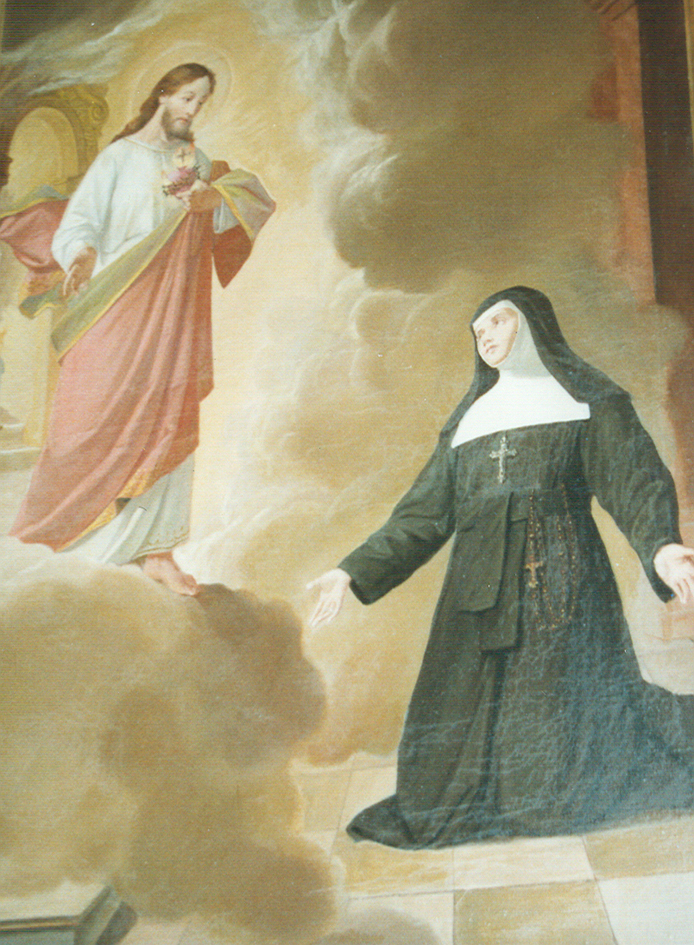
El Sagrado Corazón apareciéndose a santa Margarita María de Alacoque

La Devoción de los Primeros Viernes, también llamada Acto de Reparación al Sagrado Corazón de Jesús', es una devoción   católica para ofrecer reparaciones por los pecados y que tuvo su origen en las apariciones de Cristo en la Paray-le-Monial, Francia, relatadas por Margarita María Alacoque en el siglo XVII. Esta devoción al Sagrado Corazón fue plenamente aprobada por la Santa Sede y se hicieron varias promesas a los que practicaban la devoción de los primeros viernes, una de las cuales incluía la perseverancia final.

## Historia
La devoción de los nueve Primeros Viernes se basa en las visiones que supuestamente recibió la monja de la Visitación, Margarita María Alacoque, que promovió la devoción al Sagrado Corazón de Jesús. Según Alacoque, Cristo dijo,
En el exceso de la misericordia de mi Corazón, os prometo que mi amor todopoderoso concederá a todos los que comulguen los primeros viernes, durante nueve meses consecutivos, la gracia del arrepentimiento final: no morirán en mi disgusto, ni sin recibir los sacramentos; y mi Corazón será su refugio seguro en esa última hora
.
La devoción consiste en varias prácticas que se realizan los primeros viernes de nueve meses consecutivos. En estos días, una persona debe asistir a Misa y recibir la Eucaristía. Si surge la necesidad, para recibir la comunión en estado de gracia, una persona también debe hacer uso del sacramento de la penitencia antes de asistir a la misa. En muchas comunidades católicas se fomenta la práctica de la Hora Santa de meditación durante la  Exposición del Santísimo durante los primeros viernes.

## Promesas de la devoción al Sagrado Corazón de Jesús
Las promesas sugieren que uno "estará dispuesto al discipulado cristiano a través de la recepción frecuente de los sacramentos".
1. Les daré todas las gracias necesarias para su estado de vida.
2. Estableceré la paz en sus casas.
3. Los consolaré en todas sus aflicciones.
4. Seré su fuerza durante la vida y sobre todo durante la muerte.
5. Daré una gran bendición a todas sus empresas.
6. Los pecadores encontrarán en Mi Corazón la fuente y el océano infinito de la misericordia.
7. Las almas tibias se volverán fervorosas.
8. Las almas fervientes ascenderán rápidamente a la alta perfección.
9. Bendeciré todos los lugares en los que se instale y honre una imagen de mi corazón.
10. Daré a los sacerdotes el don de tocar los corazones más endurecidos.
11. Aquellos que promuevan esta devoción tendrán sus nombres escritos en Mi Corazón, para no ser nunca borrados.
12. Os prometo en la excesiva misericordia de Mi Corazón que Mi amor todopoderoso concederá a todos los que comulguen el primer viernes de nueve meses consecutivos la gracia de la penitencia final; no morirán en Mi desgracia ni sin recibir sus sacramentos; Mi Divino Corazón será su refugio seguro en este último momento.[8]

## Práctica litúrgica
En 1889, el papa León XIII permitió a los sacerdotes y obispos de todo el mundo ofrecer una misa votiva matutina del Sagrado Corazón el primer viernes de cada mes en las iglesias u oratorios donde se celebraran devociones especiales al Sagrado Corazón, siempre que ese día no se celebrara ninguna fiesta del Señor, doble de primera clase o feria, vigilia u octava privilegiada. Este permiso se mantuvo en el Misal de 1962, que sigue siendo el texto litúrgico autorizado para la forma extraordinaria del Rito Romano bajo los términos del Papa Benedicto XVI, aunque las rúbricas fueron alteradas para restringir el uso de este permiso a los primeros viernes de los días litúrgicos de tercera y cuarta clase; Además, las rúbricas de 1962 permiten que se digan dos misas votivas los primeros viernes, sin que se requiera que estas misas se digan por la mañana (las misas vespertinas fueron permitidas por el Papa Pío XII en su constitución apostólica Christus Dominus de 1953).
En las rúbricas de la Misa de Pablo VI no existe ningún permiso específico para el uso de la Misa votiva del Sagrado Corazón los primeros viernes, aunque las Misas votivas de cualquier tipo están permitidas en la mayoría de los días de la semana del Tiempo ordinario en los que no hay ninguna memoria obligatoria, fiesta o solemnidad.